# واترپلو در المپیک تابستانی ۱۹۹۲
واترپلو در بازی‌های المپیک تابستانی ۱۹۹۲ نام رویداد ورزش واترپلو در بازی‌های المپیک تابستانی بود که در سال ۱۹۹۲ برگزار شد.